# Skorpa
Skorpa (en sami septentrional: Skárfu) es una isla deshabitada del municipio de Kvænangen, provincia de Troms, Noruega.  Tiene una superficie de 8,26km y se ubica en el fiorodo de Kvænangen.

## Historia
Skorpa fue el centro histórico del municipio de Kvænangen, estando allí la iglesia de Skorpa y la sede de gobierno local. El campo de prisioneros de Skorpa fue construido por el ejército noruego para mantener presos a los soldados alemanes capturados en la Campaña de Noruega. Finalmente a mediados del siglo XX, el centro de gobierno fue trasladado a Burfjord y el declive poblacional culminó con la retirada del último habitante en 1980.